# Рудник Магдалена
Рудник Магдалена – гірничодобувний майданчик на півдні Іспанії, у потужному гірничодобувному регіоні провінції Уельва.
Родовище Магдалена виявила у 2013 році компанія Minas de Aguas Teñidas SA (MATSA), що на той час вже вела роботи на розташованому менш ніж за десяток кілометрів на захід руднику Агуас-Тенідас. Вже у серпні 2015-го Магдалену ввели в експлуатацію.
Розробка провадиться підземним способом за допомогою двох транспортних ухилів, при цьому станом на кінець 2010-х роботи велись на глибині у 540 метрів. Отримана руда вивозиться автотранспортом на збагачувальну фабрику Агуас-Тенідас.
Проектна річна потужність копальні Магдалена дорівнювала 1,2 млн тонн руди на рік. Втім, станом на березень 2019-го вже було вилучено 6 млн тонн руди, при цьому в 2018-му Магдалена видала 1,92 млн тонн.
На час запуску рудника MATSA належала транснаціональному трейдеру Trafigura та інвестиційному фонду з емірату Абу-Дабі Mubadala Investment Company, які в 2022-му продали MATSA австралійській Sandfire Resources.